# Лаллешварі
Лаллешварі, також широко відома як Лал Дед (1320–1392) — кашмірська містикиня кашмірської шиваїської школи індуїстської філософії. Вона була творчинею стилю містичної поезії під назвою ватсун або вахи, що означає «мовлення» (від санскриту vāc). Її вірші, відомі як «Лал Вахи», є одними з ранніх творів кашмірською мовою та є частиною історії сучасної кашмірської літератури.
Лаллешварі («Мати Лал» або «Мати Лалла») також відома під іншими іменами, зокрема Лал Дед ("Дед" означає «Бабуся»), Лалла Ааріфа, Лал Дідді, Лаллешварі, Лалла Йогішварі/Йогешварі та Лалішрі.

## Життєпис
Більшість сучасних дослідників вважають народження Лаллешварі між 1301 і 1320 роками нашої ери, поблизу Семпора або Панрентана. Вважається, що вона померла в 1373 році, і могила поблизу Біджбехара приписується їй, хоча немає підтвердження. Вважається, що Лаллешварі народилася в сім'ї брахманів і вийшла заміж у віці дванадцяти років відповідно до місцевих звичаїв.
Після одруження вона була перейменована, як це прийнято, на Падмаваті, але продовжувала називатися Лалла або Лаллешварі. Деякі джерела свідчать про те, що її шлюб був нещасливим і що вона пішла з дому у віці від двадцяти чотирьох до двадцяти шести років, щоб стати ученицею духовного лідера Сіддхи Шріканта або Сед Бою, який був шиваїтом. У межах своєї релігійної освіти вона подорожувала пішки, живучи з милостині. Згодом вона стала вчителькою та духовною лідеркою.
Записи про життя Лаллешварі містяться в усній традиції, і, отже, існують відмінності в деталях її життя та вірувань. Численні сучасні кашмірські історії, такі як ті, що підготували Джонараджа, Шрівара, Праджябхатта та Хайдар Малік Чадура, не згадують Лаллешварі. Перша письмова згадка про життя Лаллешварі міститься в «Тадхірат-уль-Арифін» (1587), збірці біографій святих і релігійних діячів, написана муллою Алі Раїною, за якою слідує розповідь про її життя в «Асрар уль-Акбар» Баби Дауд Мішкаті (1654 р.). У цих текстах Лаллешварі описується як містична свята, який з'являється в лісі мандрівникам. У 1736 році Хваджа Азам Діддамарі «Таріх-і-Азамі» містив більш детальну розповідь про життя Лаллешварі. Вона також згадується в перській хроніці «Вакіаті-е-Кашмір» (1746), де вона описана як відома за правління султана Алау-уд-діна (1343–54) і померла за правління султана Шихаб- уд-дін (1354–73).
Містицизм допоміг цим жінкам вийти за рамки традиційно шанованих жіночих чеснот краси, скромності та ніжності. Кілька жінок-містиків продемонстрували повну свободу від стримувань і кинули виклик будь-яким спробам контролювати свою сексуальність. Кажуть, що Лаллешварі часто ходила повністю голою або майже голою.
|  | Танцюй, Лалло, без нічого але у повітряна. Співай, Лалло, в небо одягнена. Подивіться на цей світлий день! Який одяг може бути таким гарним чи священнішим? |

|  | Не поспішай засуджувати мою наготу. Чоловік - це той, хто тремтить перед Присутністю. Таких дуже мало. Чому б не ходити голою? Барана досвіду треба годувати і ростити для жертвоприношення. Тоді всі ці звичаї зникнуть як одяг. Залишиться тільки душа. |

Вважається, що Лаллешварі також є сучасницею Міра Саїда Алі-Хамдані, іранського суфійського вченого та поета, який записав історії про неї у своїх віршах під час своїх подорожей до Кашміру.

## Літературні твори
Вірші Лаллешварі представляють деякі з ранніх творів кашмірської літератури, і вони були написані, коли кашмірі почала формуватися як окрема мова від апабхрамса-пракріт, якою розмовляли в Північній Індії. Загалом Лаллешварі приписують 285 віршів, відомих як «Вахи».
«Вахи» Лаллешварі були створені під впливом і мовами, які контактували з індійським субконтинентом у її житті, черпаючи з санскритської, ісламської, суфійської та сикхської культур.

### Переклади
Роботи Лаллешварі були вперше записані письмово у двадцятому столітті, і з тих пір були перевидані кашмірі, а також у перекладі. У 1914 році сер Джордж Грірсон, державний службовець і начальник Лінгвістичного огляду Індії, замовив копію «Вахів» Лаллешварі. Письмовий запис про "Вахів "на той час був недоступний, і один був підготовлений шляхом перепису усної розповіді про «Вахів», виконаної Дхарма-дасою Дарвешем, оповідачем, який проживав у Гуші, Кашмір. Цей рукопис був перекладений англійською мовою Грірсоном і опублікований як «Лалла-Вак'яні», або «Мудрі вислови Лал Дед». Грірсон об'єднав і розширив частковий переклад, підготовлений угорсько-британським археологом і вченим сером Марком Аурелем Стейном, і включив деякі архівні вірші, які містилися в «Словнику кашмірських прислів'їв і приказок» (1888).
Переклад Грірсона став першим надрукованим і опублікованим томом творів Лаллешварі. Після його роботи було виконано кілька перекладів англійською мовою, зокрема Пандіта Ананди Коула (1921), сера Річарда Карнака Темпла (1924) і Джайлала Каула (1973). Останні переклади включають переклади Коулмана Баркса, Джайшрі Одіна Кака та Ранджіта Госкоте.
Її вірші («Вахи») перекладали англійською мовою Річард Темпл, Джейлал Каул, Коулман Баркс, Джайшрі Одін і Ранджит Госкоте.

## Спадщина
Провідний суфійський діяч Кашміру Шейх Нур-уд-дін Валі (також відомий як Нуруддін Ріші або Нунда Ріші) перебував під впливом Лаллешварі. Він привів до формування ордену святих Ріші і пізніше дав початок багатьом святим Ріші, таким як Реш Мір Саеб. В одній кашмірській народній історії розповідається, що в дитинстві Нунда Ріші відмовився від грудного вигодовування своєї матері. Його годувала грудьми Лаллешварі.
Лаллешварі та її містичні міркування продовжують справляти глибокий вплив на психіку кашмірців, а Національний семінар 2000 року, присвячений їй, проведений у Нью-Делі, призвів до випуску книги «Пам'ятати Лал Дед в сучасні часи». У своїй книзі «Тріадичний містицизм» Пол Е. Мерфі називає її «головною представницею релігійного або емоційно орієнтованого тріадизму». За його словами, три представники девоціоналізму з'явилися в Кашмірі протягом п'ятисот років між останньою половиною IX та кінцем XIV століть.
Це вказує на несектантську природу духовного життя Лаллешварі та її пісень-віршів. Проте, її життя та робота з часом використовувалися для різних релігійних і політичних завдань. Як пише письменник і поет Ранджит Госкоте:
У зовнішньому світі Лал Дед, мабуть, найвідоміша духовна та літературна постать Кашміру; в самому Кашмірі її шанують як індуїсти, так і мусульмани вже майже сім століть. Протягом більшої частини цього періоду вона успішно уникала претензій релігійних монополістів на власність. Однак, починаючи з 1980-х років, конфлюенційна культура Кашміру почала слабшати під тиском тривалого конфлікту, до якого долучилися транснаціональний тероризм, державні репресії та місцева войовничість. Релігійна ідентичність у регіоні стала жорсткішою і гострішою після значного відтоку індуїстської меншини на початку 1990-х років і поступової спроби замінити унікальну та синкретично нюансовану традицію ісламу в Кашмірі більш арабоцентричним глобальним шаблоном. Це правда, що Лал Дед конструювалася кожною громадою по-різному, але вона була одночасно Лаллесварі або Лалла Йогіні для індусів і Лаларіфа для мусульман; сьогодні, на жаль, ці описи все частіше просуваються на шкоду один одному.
Окрім кількох нових перекладів «вахів» Лаллешварі, існують інші сучасні перформативні мистецтва, які базуються на житті та поезії Лаллешварі. Наприклад, є сучасні переклади поезії Лаллешварі в пісні. Крім того, з 2004 року акторка Міта Вашішт по всій Індії грає сольну п'єсу англійською, хінді та кашмірі під назвою «Лал Дед» (за мотивами її життя).

## Подальше читання
- Lalla Yogishwari, Anand Kaul, reprint from the Indian Antiquary, Vols. L, LIX, LX, LXI, LXII.
- Lalla-Vakyani, Sir George Grierson and Dr. Lionel D. Barnett Litt. D. (R. A. S. monograph, Vol. XVII, London 1920).ISBN 1846647010ISBN 1846647010.
- Vaakh Lalla Ishwari, Parts I and II (Urdu Edition by A. K. Wanchoo and English by Sarwanand Chaaragi, 1939).
- Lal Ded by Jayalal Kaul, 1973, Sahitya Akademi, New Delhi.
- The Ascent of Self: A Reinterpretation of the Mystical Poetry of Lalla-Ded by B. N. Parimoo, Motilal Banarsidass, Delhi. ISBN 81-208-0305-1ISBN 81-208-0305-1.
- The Word of Lalla the Prophetess, by Sir Richard Carnac Temple, Cambridge 1924
- Lal Ded: Her life and sayings by Nil Kanth Kotru, Utpal publications, Srinagar, ISBN 81-85217-02-5.
- Lalleshwari: spiritual poems by a great Siddha yogini, by Swami Muktananda and Swami Laldyada. 1981, SYDA Foundation, ASIN: B000M1C7BC.
- Lal Ded: Her life & sayings, by Swami Laldyada. Utpal Publications, 1989, ISBN 81-85217-02-5.
- Naked Song, by Laldyada, Lalla, Coleman Barks (Translator), 1992, Maypop Books, ISBN 0-9618916-4-5.
- Mystical Verses of Lalla: A Journey of Self Realization, by Jaishree Kak. Motilal Banarsidass, 2007.
- I, Lalla: The Poems of Lal Ded, translated by Ranjit Hoskote with an Introduction and Notes, Penguin Classics, 2011, ISBN 978-0-670-08447-0.
- Siddha Yogini, A Kashmiri Secret of Divine Knowledge. by Ghauri, Laila Khalid. Proquest Dissertations And Theses 2012. Section 0075, Part 0604 82 pages; [M.A dissertation].United States — District of Columbia: The George Washington University; 2012. Publication Number: AAT 1501080.
- Lalla, Unveiled: The Naked Voice of the Feminine Translations by Jennifer Sundeen. 2nd Tier Publishing, July 3, 2020.' ISBN 978-0578542577.